# Hídavatás
A Hídavatás 1969-ben bemutatott magyar rajzfilm, amelyet Jankovics Marcell rendezett.

## Rövid tartalom
A protokoll üres formaságainak kigúnyolása.

## Alkotók
- Írta: Bélai István
- Rendezte és tervezte: Jankovics Marcell
- Operatőr: Bacsó Zoltán
- Vágó: Czipauer János
- Munkatársak: Csiszér Ágnes, Dizseri Eszter, Kiss Bea, Paál Klára
- Gyártásvezető: Kunz Román

Készítette a Pannónia Filmstúdió.

## Díjai
- 1970, London kitüntető diploma
- 1970, Miskolci Rövidfilmfesztivál különdíj
- 1972, Thesszaloniki Arany Niké-díj[1]